# Katianira cornigera
Katianira cornigera is een pissebed uit de familie Katianiridae. De wetenschappelijke naam van de soort is voor het eerst geldig gepubliceerd in 1930 door Gurjanova.